# Puig Rodonell
|  | Per a altres significats, vegeu «Puig Rodonell (el Voló)». |

El Puig Rodonell és una muntanya de 210 metres que es troba al municipi de Brunyola i Sant Martí Sapresa, a la comarca de la Selva. Al seu vessant oest, i a uns 200 metres, hi trobem la masia de Can Rossell i al seu vessant sud la de Can Puig-rodonell.